# Penmarch
Penmarch (in bretone: Penmarc'h) è un comune francese di 5 919 abitanti situato nel dipartimento del Finistère nella regione della Bretagna.

Si trova nella zona nota come Pays Bigouden, di cui rappresenta il secondo porto. Il porto di Penmarch è anche in assoluto il sesto porto francese.
Il comune di Penmarch è formato dalle parrocchie di Penmarc'h, Kérity e Saint-Guénolé.

## Etimologia
Il toponimo in lingua bretone Penmarc'h significa letteralmente "testa di cavallo" (bret. penn, "testa" e bret. marc'h, "cavallo") e fa riferimento ad una leggenda, secondo cui la perfida principessa Dahud trasformò con un incantesimo la testa di Marc'h, re del Poulmarc'h, in una testa di cavallo.

## Società

### Evoluzione demografica
Abitanti censiti